# Servicio Federal de Supervisión de la Protección y el Bienestar del Consumidor
El Servicio Federal de Supervisión de la Protección y el Bienestar del Consumidor (en ruso: Федеральная служба по надзору в сфере защиты прав потребителей и благополучия человека) o Rospotrebnadzor (Роспотребнадзор), es el organismo ejecutivo federal de Rusia responsable de redactar e implementar políticas y regulaciones gubernamentales además de la supervisión de la protección de los derechos del consumidor, de las condiciones sanitarias y epidemiológicas del país, incluso en ferrocarriles, con el fin de proteger la salud pública y el medio ambiente.
Creado en 2004 inicialmente dependiente del Ministerio de Salud hasta el 2012,  cuando Rospotrebnadzor dejó de estar bajo la supervisión del ministerio y ahora depende directamente del gobierno. Funciona con la autoridad de una ley federal. Desde el 2004 hasta 2013, estuvo dirigido por Guennadi Onishchenko, le sucedió la directora Anna Popova. El servicio emplea en la actualidad, en total, a unos 110.000 profesionales. Desde enero de 2020, fue el máximo responsable de vigilar y estudiar la crisis epidemiológica provocada tras la pandemia de COVID-19.
Los organismos públicos predecesores hasta el 2004 fueron, el «Servicio Estatal de Sanidad y Epidemiología de la Federación de Rusia» (Supervisión Estatal de Sanidad y Epidemiología) iniciado en 1991 y la «Inspección Estatal de Comercio, Control de Calidad de los Bienes y Protección de los Derechos del Consumidor» (Inspección Estatal de Comercio) creada en 1993.
Rospotrebnadzor colabora internacionalmente con la Organización Mundial de la Salud, el Programa Conjunto de las Naciones Unidas sobre el VIH/sida (ONUSIDA), el Fondo de las Naciones Unidas para la Infancia (UNICEF), el Programa de las Naciones Unidas para el Medio Ambiente (PNUMA) y la Comisión del Codex Alimentarius entre otros. También participa en la Comunidad de Estados Independientes y la Organización de Cooperación de Shanghái, donde se llevan a cabo una variedad de programas de lucha contra el sarampión, la poliomielitis y el VIH/sida. Además, tiene acuerdos de cooperación con los ministerios de salud de Armenia, Azerbaiyán, Bielorrusia, Kirguistán, Tayikistán, Uzbekistán, Vietnam y Mongolia. Es también el coordinador nacional de la OMS para el Reglamento Sanitario Internacional y de la Red Internacional de Autoridades en materia de Inocuidad de los Alimentos (INFOSAN), además de cooperar con las agencias de salud y para la protección al consumidor de la Comisión Europea.

## Historia

### La política sanitaria durante finales del Imperio Ruso
La primera institución con funciones similares era la Policía Médica y funcionó hasta la revolución rusa en 1917. En el momento de su creación, a principios del siglo XIX, los asuntos médicos y sanitarios en el Imperio Ruso estaban bajo el control de un departamento (policía médica) dentro del Ministerio de Policía. Desde 1826, la administración de la medicina y la economía nacional estuvo subordinada al Ministerio del Interior Imperial. 
La medicina del Zemstvo era un sistema sanitario rudimentario ideado principalmente para las comunidades agrícolas y tuvo un gran impulso tras las reformas imperiales de finales de siglo. Una de las medidas importantes de la medicina zemstvo fueron los estudios sanitarios y estadísticos masivos con el objetivo de mejorar la sanidad pública y organizar por primera vez una atención médica para el campesinado. Las primeras instituciones zemstvo y los gobiernos municipales, se enfrentaron a la cuestión de crear una organización médica y sanitaria independiente del Departamento Médico del Ministerio del Interior.
Sin embargo, el sistema público o privado sanitario era muy deficiente. En una encuesta de 1896, en la Rusia europea solo había 9,2 médicos por cada cien mil habitantes, frente a los 31,1 de Francia y los 63,8 de Inglaterra.

### Periodo soviético
El 15 de septiembre de 1922 se emitió  el decreto del Consejo de Comisarios del Pueblo de la República Socialista Federativa Soviética de Rusia (RSFSR) «Sobre los cuerpos sanitarios de la república», que se considera el día de la creación del servicio sanitario y epidemiológico.
En la Unión Soviética (URSS), la primera estación sanitaria y epidemiológica se estableció en Gómel (en la actual Bielorrusia) el 27 de octubre de 1922 . Con la adopción de la nueva ley, se adoptaron disposiciones, según las cuales se ampliaron significativamente los derechos y funciones de los órganos sanitarios. Se establecieron estándares diferenciados para dotar a las regiones y ciudades de personal sanitario, laboratorios bacteriológicos y estaciones de desinfección. La supervisión sanitaria preventiva en todas las etapas de la construcción industrial y de viviendas se hace obligatoria.
En 1933 se llevó a cabo la división de las funciones del servicio sanitario y epidemiológico, manteniendo las estaciones sanitarias y epidemiológicas. Las autoridades organizaron la Inspección Sanitaria del Estado, para gestionar de forma  general la labor sanitaria y epidemiológica, así como la supervisión sanitaria preventiva.A principios de la década de los años cincuenta, se liquida la Inspección Sanitaria del Estado. 
El servicio sanitario y epidemiológico recibió un mayor desarrollo en 1963, cuando se publicó una nueva normativa sobre la inspección sanitaria estatal, aprobado por un decreto del Consejo de Ministros de la Unión Soviética .

### Periodo democrático

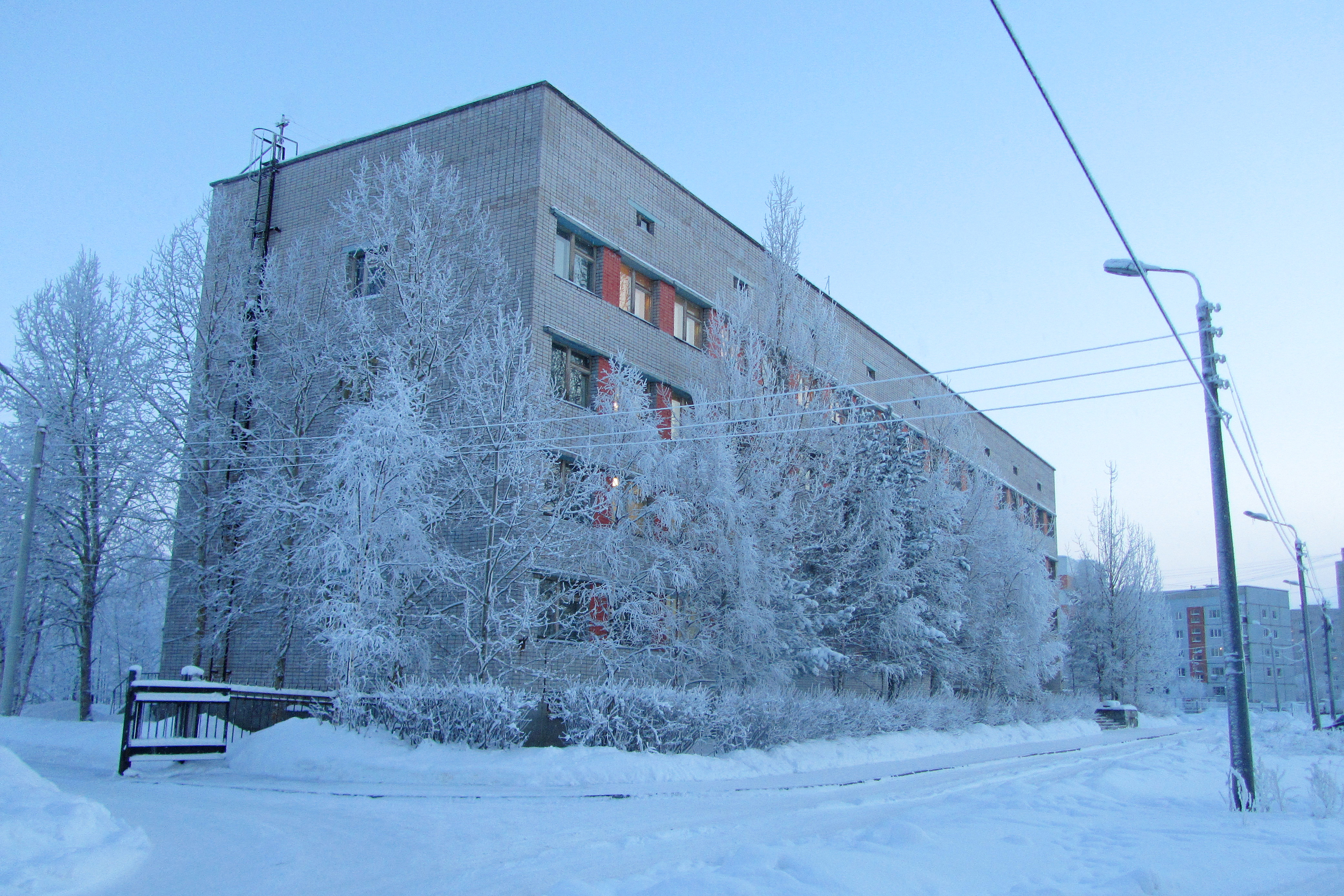
Estación sanitaria y epidemiológica de Severodvinsk.

A principios de los años noventa, y por primera vez en los años de existencia del servicio, el Sóviet Supremo de Rusia aprobó la Ley «Sobre el Bienestar Sanitario y Epidemiológico de la Población», que introdujo cambios fundamentales en la supervisión sanitaria y epidemiológica estatal. En primer lugar, finalmente se legalizó el concepto mismo de bienestar sanitario y epidemiológico, se legalizaron los requisitos sanitarios, se definieron los derechos y obligaciones de las personas jurídicas y los ciudadanos en el marco de la legislación sanitaria, se estableció una responsabilidad legal en su fracaso. Fue a partir de ese momento que esta misma ley impulsó el uso de métodos fundamentados científicamente para la práctica de la vigilancia sanitaria y epidemiológica, permitiendo establecer correlaciones entre los factores del medio ambiente y el estado de salud de la población. 
En 1991, el Consejo de Ministros de la RSFSR aprobó un nuevo «Reglamento sobre el Servicio Estatal Sanitario y Epidemiológico de la RSFSR». Las «Estaciones Sanitarias y Epidemiológicas» (SES) pasaron a llamarse «Centros de Vigilancia Sanitaria y Epidemiológica Estatal» (TsGSES) y fueron subordinados al «Comité de Vigilancia Sanitaria y Epidemiológica Estatal de la Federación de Rusia». Hasta entonces en Rusia funcionaban 2.218 centros de vigilancia sanitaria y epidemiológica. 

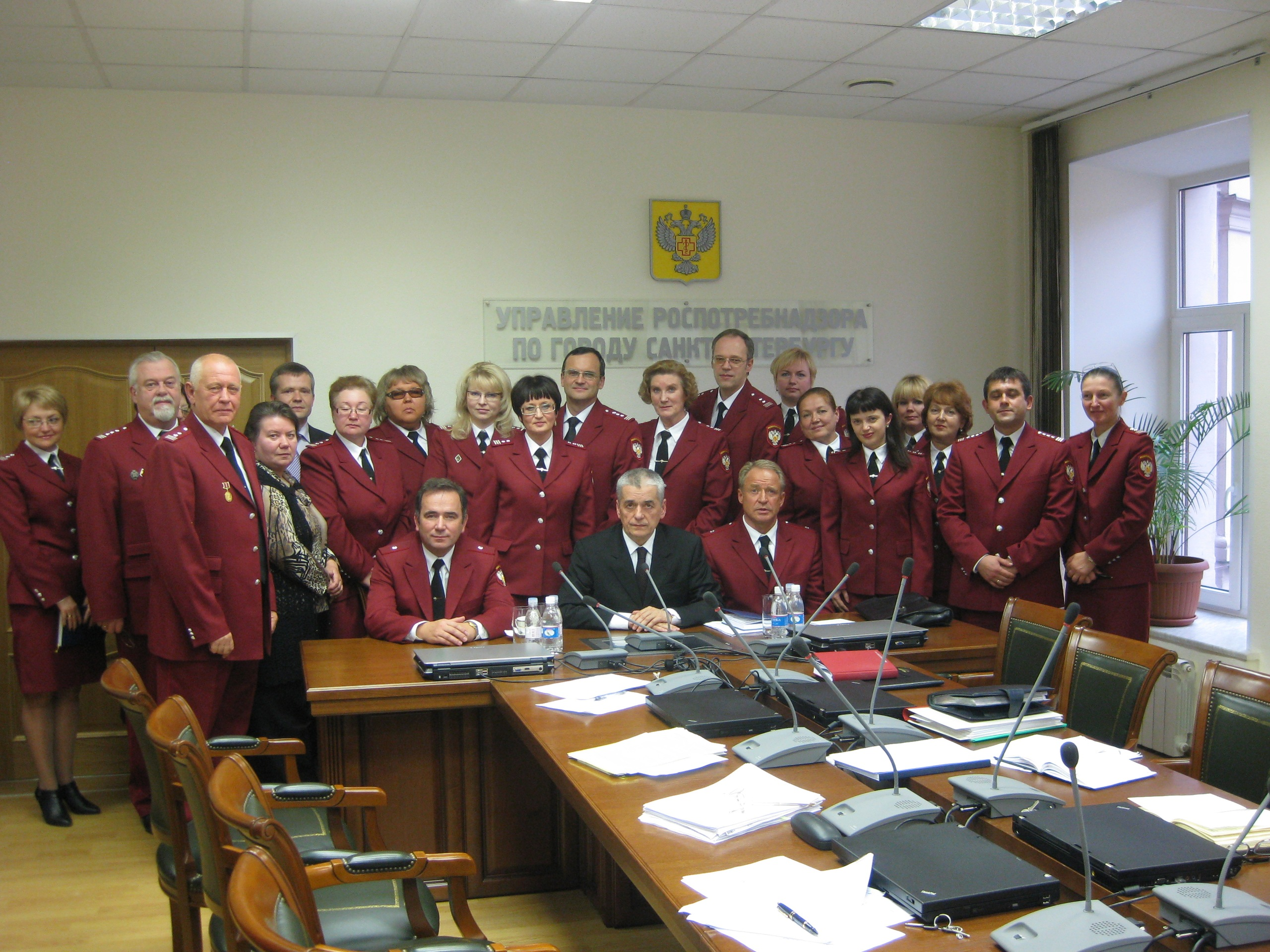
Empleados con el uniforme de Rospotrebnadzor en la oficina de San Petersburgo en 2011.

Paralelamente a la supervisión sanitaria y epidemiológica, también se ha desarrollado el ámbito de la protección al consumidor. En 1993, la «Inspección Estatal del Comercio, el Control de Calidad de los Bienes y la Protección de los Derechos del Consumidor» (Gostorginspektsiya) se estableció bajo el Comité de Comercio de la Federación Rusa. La Inspección pasó repetidamente de la subordinación de un organismo a otro, y en 2000 se convirtió en una unidad estructural del Ministerio de Desarrollo Económico y Comercio. Las competencias de la Inspección de Comercio del Estado no han cambiado desde 1993 e incluían el control estatal sobre la observancia de las normas y reglamentos del comercio y la restauración pública, el procedimiento de aplicación de precios para ciertos grupos de bienes, la calidad y seguridad de los bienes de consumo, como así como actividades para erradicar el abuso en el comercio, la restauración pública y la prevención de la entrada de productos de calidad inferior al mercado de consumo. 
La estructura actual de la organización fue determinada por el decreto del Presidente de Rusia del 9 de marzo de 2004 número 314 «Sobre el sistema y la estructura de los órganos federales del poder ejecutivo».  Inicialmente dependiente del Ministerio de Salud, de acuerdo con el decreto presidencial del 21 de mayo de 2012 número 636 «Sobre la estructura de los órganos ejecutivos federales», ahora está bajo la supervisión directa del gobierno. 

## Instituciones de investigación científica de Rospotrebnadzor
El Servicio Federal de Vigilancia de la Protección de los Derechos del Consumidor y el Bienestar Humano para desempeñar sus funciones es responsable de una veintena de centros científicos dedicados al ámbito higiénico y epidemiológicos. 

### Organizaciones subordinadas de perfil higiénico
- Centro científico federal para la higiene que lleva el nombre de F. F. Erisman
- Centro Científico del Noroeste para la Higiene y la Salud Pública
- Instituto de Investigación de Medicina del Trabajo y Ecología Humana de la Ufa
- Centro científico médico de Ekaterimburgo para la prevención y protección de la salud de los trabajadores industriales
- Instituto de Investigación de Higiene y Patología Ocupacional de Nizhny Novgorod
- Instituto de Investigación de Higiene Radiológica de San Petersburgo que lleva el nombre del profesor P. V. Ramzaev
- Instituto de Investigación de Higiene de Novosibirsk
- Instituto de Investigación de Higiene Ferroviaria de toda Rusia
- Centro científico federal de tecnologías médicas y preventivas para la gestión de riesgos de salud pública

### Organizaciones subordinadas de perfil epidemiológico
- Instituto de Investigación de Epidemiología y Microbiología de Moscú, que lleva el nombre de Gabrichevsky
- Instituto Central de Investigación de Epidemiología de Rospotrebnadzor FBSI
- Centro de Investigación Estatal de Microbiología y Biotecnología Aplicadas
- Centro Estatal de Investigación de Virología y Biotecnología «Vector»
- Instituto de Investigación de Desinfección de Rospotrebnadzor
- Instituto de Investigación de Epidemiología y Microbiología de San Petersburgo, que lleva el nombre de Pasteur
- Instituto de Investigación de Epidemiología y Microbiología de Nizhni Nóvgorod, que lleva el nombre del académico IN Blojina
- Instituto de Investigaciones de Microbiología y Parasitología de Rostov
- Instituto de Investigación de Epidemiología y Microbiología de Jábarovsk
- Instituto de Investigación de Epidemiología y Microbiología de Kazán
- Instituto de Investigación de Tiumén en Patología Infecciosa Regional
- Instituto de Investigación de Omsk sobre Infecciones Focales Naturales
- Orden de Irkutsk de la Bandera Roja del Trabajo NIPCHI de Siberia y el Lejano Oriente
- Volgogrado NIPCHI
- Instituto Ruso de Investigación y Desarrollo "Microbe"
- Instituto Anti-Plaga de la Orden de la Bandera Roja de Investigación Laboral de Rostov del Don
- Instituto de Investigación Anti-Plaga de Stávropol

## Cultura popular
El Servicio Sanitario y Epidemiológico de Rusia tiene su propio himno no oficial «En guardia por la salud de las personas». Escrito por el compositor Aleksandr Petrenko y con las palabras del médico sanitario Stanislav Krivuli se presentó a finales de 2009. Krivuli dirigió durante mucho tiempo el servicio sanitario y epidemiológico en el transporte ferroviario ruso.